# Криммичау
Кри́ммичау (нем. Crimmitschau) — город в Германии, районный центр, расположен в земле Саксония. Подчинён административному округу Хемниц. Входит в состав района Цвиккау. Население составляет 20.304 человека (2012). Занимает площадь 61,04 км². Официальный код — 14 1 93 020.
Город подразделяется на 12 городских районов.

## Спорт
Весной 2011 года в городе состоялись основные матчи юниорского чемпионата мира по хоккею.

## Персоналии
- Пауль Герберт Фрайер (1920—1983), писатель-документалист — родился в Криммичау

## Фотографии

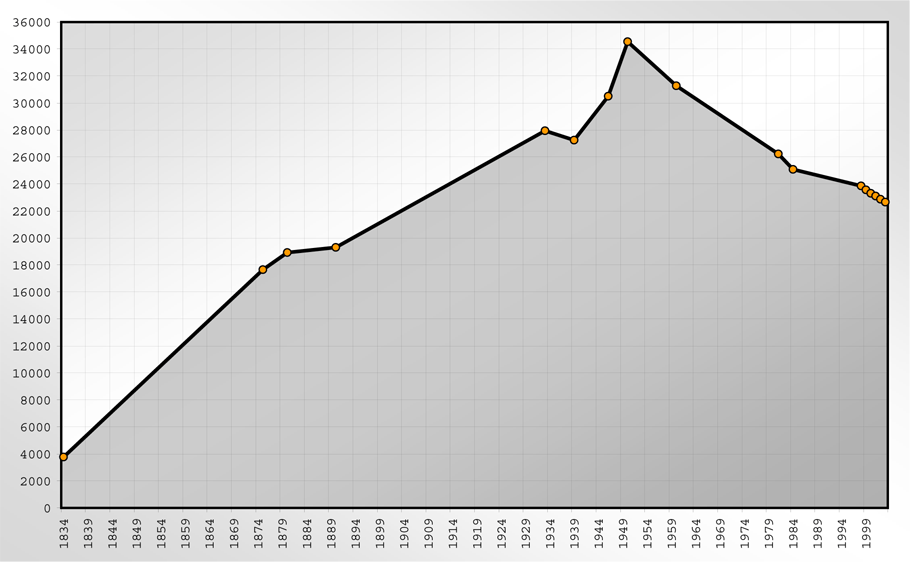
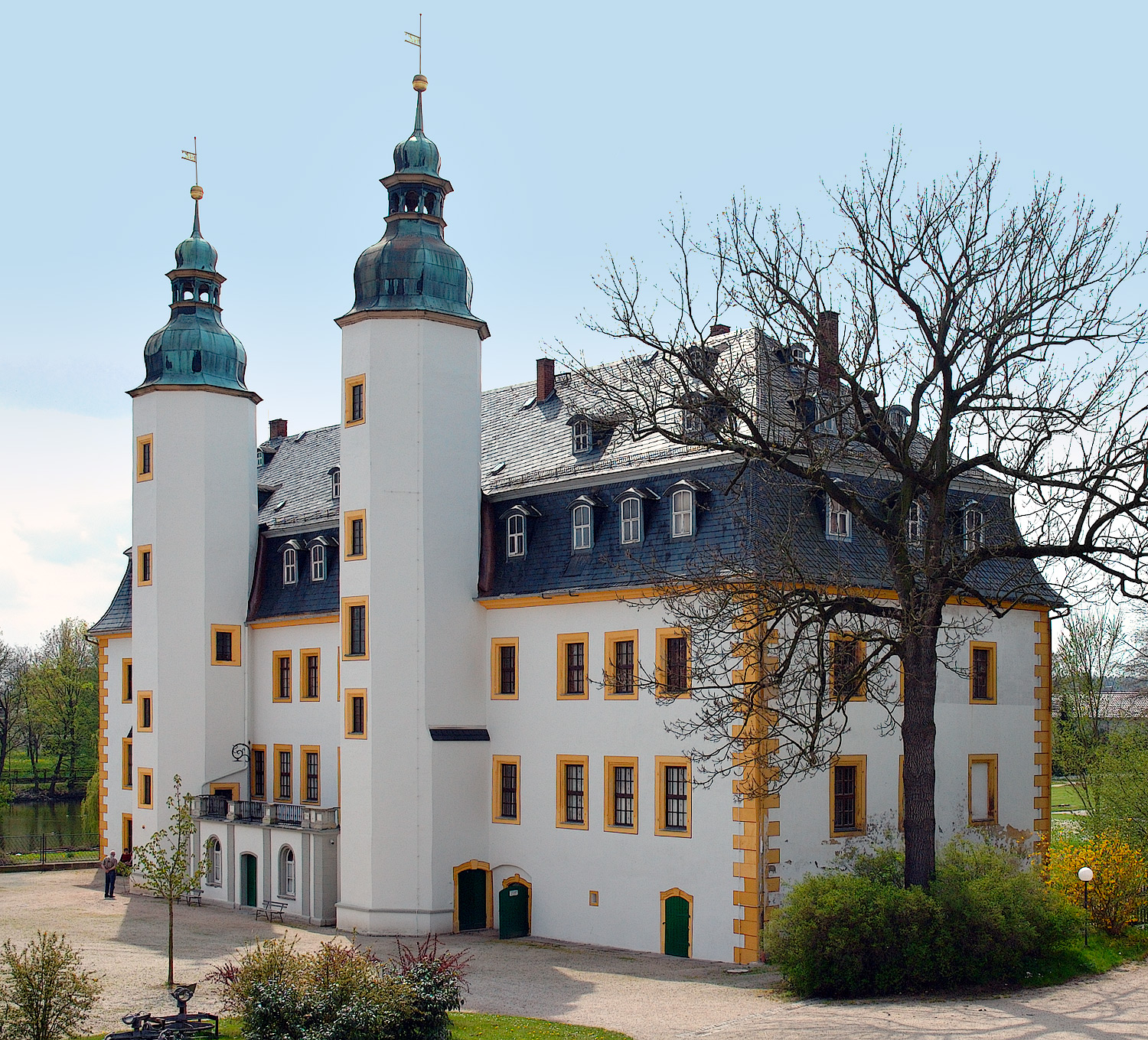